# Phorotrophus ater
Phorotrophus ater är en stekelart som först beskrevs av Tosquinet 1896.  Phorotrophus ater ingår i släktet Phorotrophus och familjen brokparasitsteklar. Inga underarter finns listade i Catalogue of Life.